# ذيل ثميس
ذيل ثيمس (الاسم العلمي: Urothemis)، جنس يعاسيب من فصيلة الرعاشات. أنواعه متوسطة القد توجد من إفريقيا، عبر آسيا إلى إندونيسيا وأستراليا.